# Zwölferkofel
A Zwölferkofel, röviden Zwölfer (magyarul: „tizenkettes”, olaszul: Cima Dodici vagy Croda dei Toni) egy sziklahegy a Sexteni-Dolomitokban, Dél-Tirol és Belluno megye (Veneto régió) határán. A Fischlein-völgy legfelső szakaszát, a Bacher-völgyet zárja le délről. Főcsúcsa, a Hoher Zwölfer 3094 m magas. A „sexteni napóra” egyik tagja, a „tizenkét-órás” csúcs.

## Fekvése
A Zwölferkofel a Sexteni-völgyből Moosnál délnek kiágazó Fischlein-völgy (Val Fiscalina) felső végében áll. A völgynek ezt a legmagasabban fekvő szakaszát Bachern-völgynek (Alta Val Fiscalina) nevezik. A Zwölferkofelt körülvevő, a Fischlein-völgyet keletről és nyugatról szegélyező hegycsúcsok alkotják az úgynevezett „sexteni napórát”, amely fölött a nap állása kijelöli az aktuális óraállást. A hegycsoport a Sexteni-Dolomitokoz tartozik. A Zwölferkofeltől észak-északkeletre a 2582 m magas Neunerkofel és 2965 m magas Sextener Rotwand emelkedik (utóbbit Zehnernek, „tízes”-nek is nevezik), és az Elferkofel, a „tizenegyes”.
A Zwölferkofeltől keletre a Kreuzberg-hágó fekszik. Délkelet felé, már Belluno megyében a hágót uraló 3049 m magas Hochbrunnerschneid (Monte Popera) emelkedik. A Zwölfertől délre a Cadini hegycsoport, azon túl, dél-délkelet felé az Ansiei folyó völgye, a Cadore-dombvidék húzódik egészen a Piavéig.
Kelet felé a Büllelejoch (hágó) és a Drei Zinnen hármas hegycsúcsot környező magas plató terül el. Itt halad keresztül a 4. sz. Dolomiti-túraút (Höhenweg / alta via), amely a Zsigmondy-menedékház, a Zwölferkofel, és a Carducci-menedékház mellett elhaladva az Ansiei-völgyben fekvő Auronzo di Cadore községben végződik. Végül a Zwölfertől északnyugatra a Fischlein-völgy nyugati peremét képező hegyek állnak, a „napóra” legnyugatibb tagja, az Einserkofel („egyes”). Észak felé a Fischlein-völgyön keresztül a Sexteni-völgyre és a Karni-Alpokra lehet kilátni.
A Zwölferkofel tömbje igen impozáns képet nyújt délről, a Bachern-völgy felől, a Zsigmondy-menedékház felé kapaszkodó ösvényről. Innen nézve a hegytől balra (keletre) áll a Hochleist magányos, hegyes tornya. Maga a Zwölfer sziklapiramisa több csúcsban végződik. A főcsúcs a 3094 m magas Hoher Zwölfer. Ettől balra két kisebb mellékcsúcsa van, a 2917 méteres Kleine Zwölfer (a „kicsi”) és a Kleinster Zwölfer (a „legkisebb”), mellettük a „vicenzai hölgyek”-nek (Vicentinische Damen) nevezett furcsa, tűhegyes sziklaformációkkal. A főcsúcstól jobbra egy hasadékkal elválasztva áll a némileg alacsonyabb nyugati mellékcsúcs. Dél felé a hegy a 3011 méteres „középső” csúcsban (Mittlerer Zwölfer / Croda A. Berti) folytatódik.
Az első világháború előtt a Zwölferkofel csúcsán át futott az Osztrák–Magyar Monarchia és az Olasz Királyság államhatára. 1919-ben Olaszország egész Dél-Tirolt annektálta, a történelmi államhatár ma Trentino-Alto Adige és Veneto régiókat választja el.

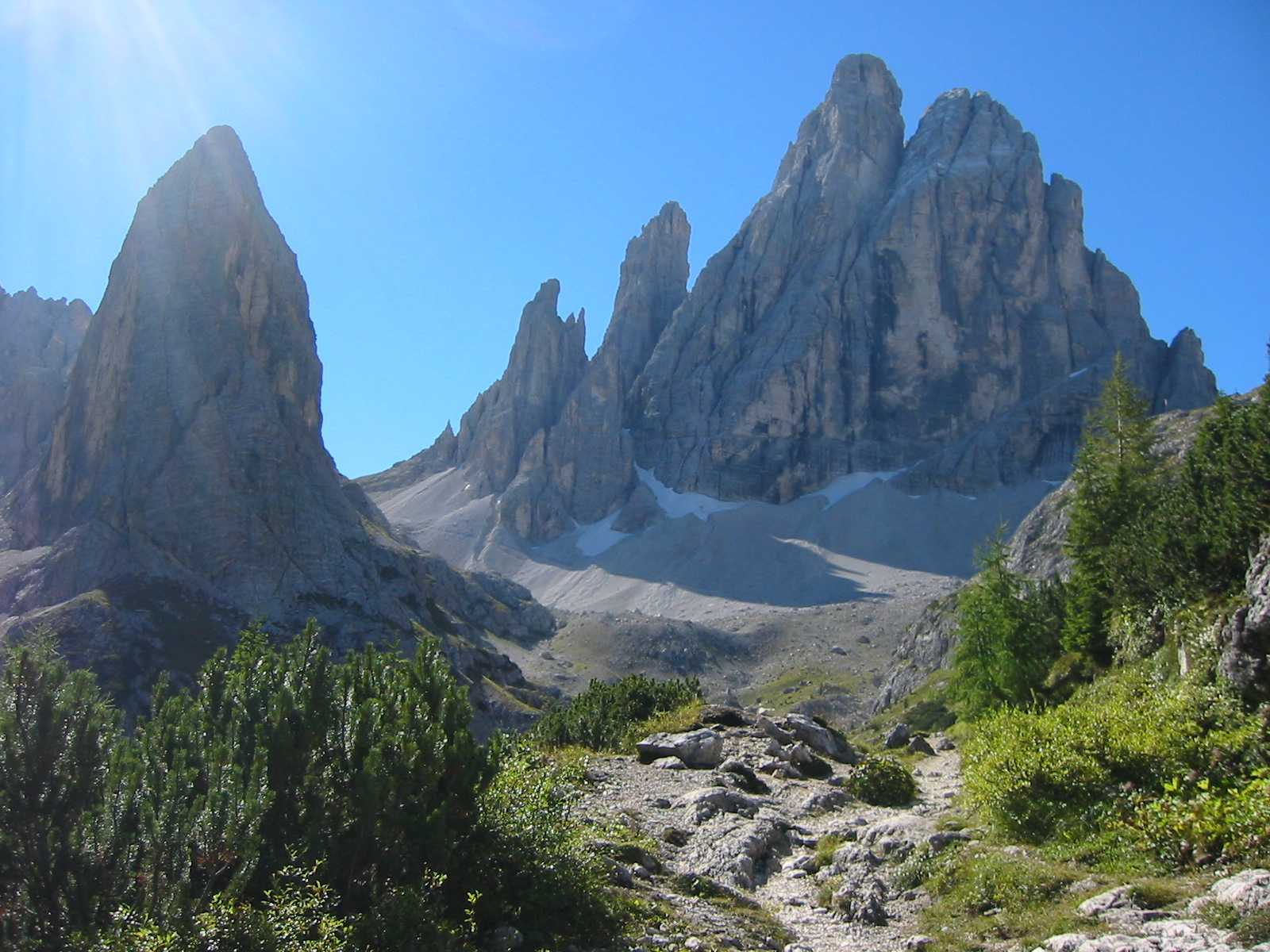
Balról jobbra: Hochleist, Kleinster / Kleiner / Hoher Zwölfer, a Bachern-völgyből
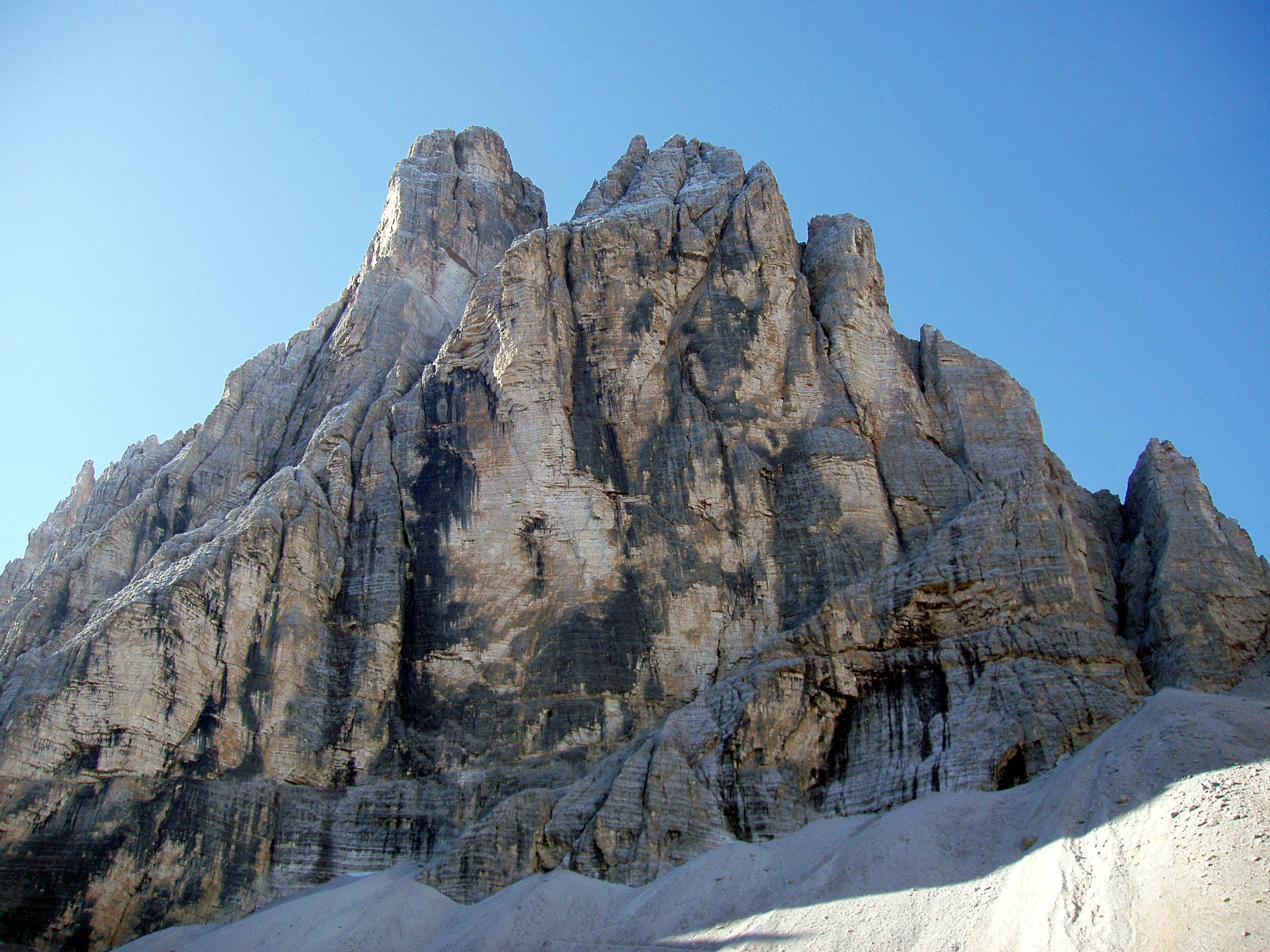
A Zwölferkofel a Hátsó-Bachern-völgyből
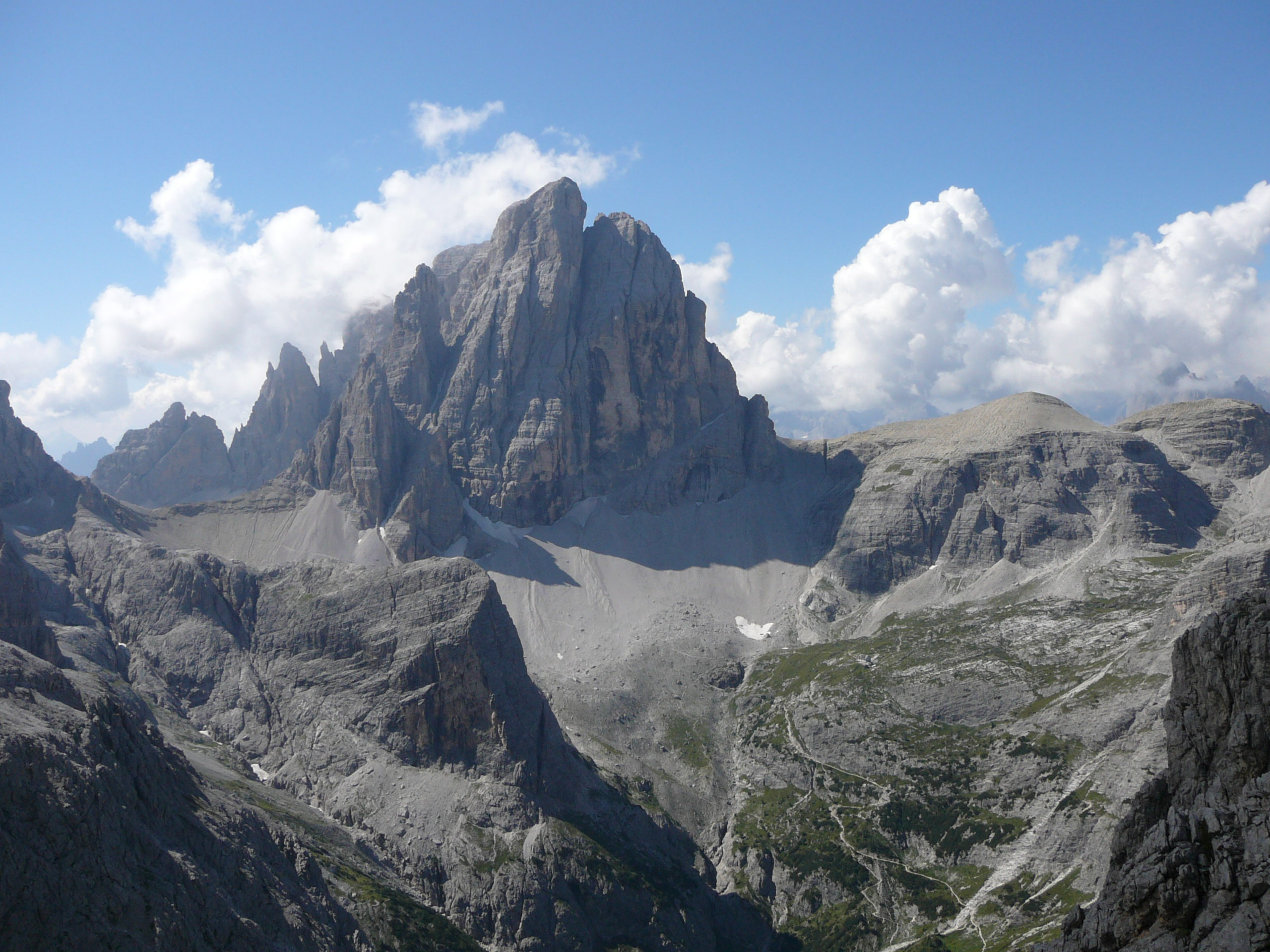
A Zwölferkofel és a Bachern-völgy felső szakasza
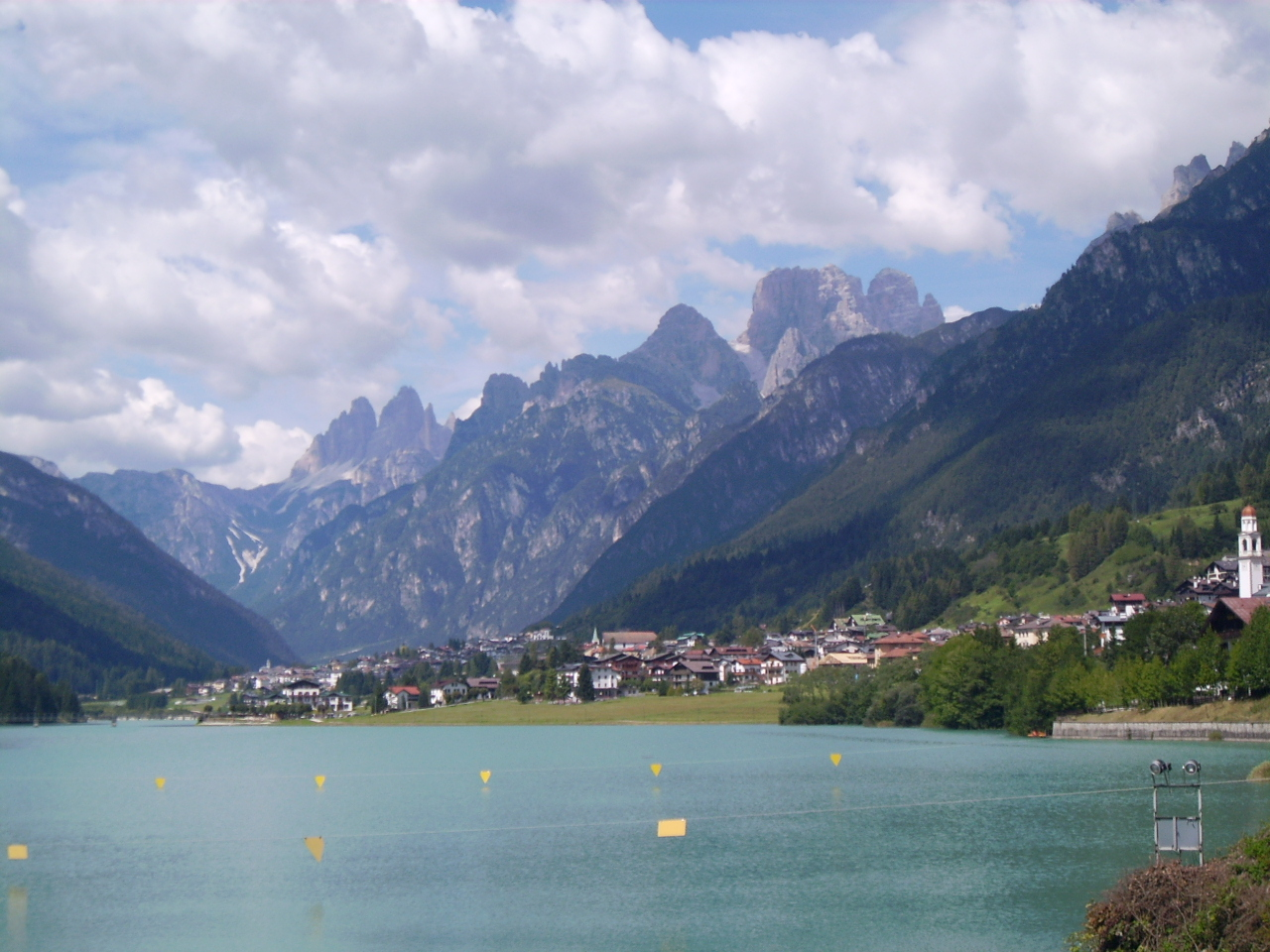
A Drei Zinnen és a Zwölferkofel kelet felől, az Auronzói-tótól nézve

## Alpinizmus
A Zwölferkofels csúcsára a két sexteni hegyivezető fivér, Johann Jakob Innerkofler és Michael Innerkofler jutott fel, 1874. szeptember 28-án, a főcsúcsot és a „középső” Zwölfert elválasztó jégvályún (Eisrinne) keresztül. A változó éghajlat miatt azonban ez a jéghasadék kiolvadóban van, a benne található törmeléklejtő (amelyet korábban a fagyott jég tartott össze) instabillá vált, ezért a hegymászók inkább egy kerülő útvonalat használnak, amely a környező sziklákon át vezet. Ennek nehézségi foka III-as (az UIAA skálán). Ezt az alternatív útvonalat először szintén két Innerkofler, Michael és Johann járták be, J. Reichl és M. Simon társaságában, már 1887. szeptember 6-án.

## A legközelebbi menedékházak
- Carducci-menedékház, a Felső Giralba-völgyben (Alta Val Giralba), a Zwölfer délkeleti lábánál, 2297 méteren. Giosuè Carducci olasz költőről (1835–1907) nevezték el.
- Zsigmondy–Comici-menedékház (Zsigmondyhütte / Rifugio Zsigmondy–Comici), a Zwölfer északi lábánál, 2224 méteren. Eredeti nevét Zsigmondy Emil osztrák–magyar alpinistáról (1861–1885) kapta. Az első világháborúban szétlőtték, 1928-ban épült újjá. 1948-ban nevéhez hozzáadták Emilio Comici olasz hegymászó (1901–1940) nevét is.
- Pian di Cengia-menedékház (Büllelejochhütte / Rifugio Pian di Cengia), az Oberbachernspitze alatt, 2528 méteren.
- Lavaredo-menedékház (Lavaredohütte / Rifugio Lavaredo), a Drei Zinnentől keletre, 2344 méteren.
- Auronzo-menedékház (Auronzohütte / Rifugio Auronzo alle Tre Cime di Lavaredo), a Drei Zinnen déli lábánál, 2320 méteren.
- Antonio Locatelli-menedékház (Dreizinnenhütte / Rifugio Antonio Locatelli), a Paternkofel (Monte Paterno) lábánál, 2438 méteren. Az első világháború után eredeti német nevét Antonio Locatelli olasz harci pilóta (1895–1936), fasiszta politikus nevére változtatták.